# Cống Tỉnh
Cống Tỉnh (chữ Hán giản thể: 贡井区, Hán Việt: Cống Tỉnh khu) là một quận thuộc địa cấp thị Tự Cống, Cộng hòa Nhân dân Trung Hoa. Quận Cống Tỉnh có diện tích 87 km2, dân số năm 2002 là 130.000 người. Mã số bưu chính của Cống Tỉnh là 643020.
Quận Cống Tỉnh được chia thành 2 nhai đạo biện sự xứ, 9 trấn và 2 hương